# Campionats del món de ciclocròs de 1982
Els Campionats del món de ciclocròs de 1982 foren la 33a edició dels mundials de la modalitat de ciclocròs i es disputaren el 20 i 21 de febrer de 1982 a Lanarvily, Bretanya, França. Foren tres les proves disputades.

## Resultats
| Prova         | Or              | Plata           | Bronze             |
| Cursa elit    | Roland Liboton  | Albert Zweifel  | Hennie Stamsnijder |
| Cursa amateur | Miloš Fišera    | Radomír Šimůnek | Ueli Müller        |
| Cursa júnior  | Beat Schumacher | Erwin Nijboer   | Radovan Fořt       |

## Classificacions

### Classificació de la prova elit
| Pos. | Ciclista           | País          | Temps           |
| ---- | ------------------ | ------------- | --------------- |
|      | Roland Liboton     | Bèlgica       | 1 h 06 min 36 s |
|      | Albert Zweifel     | Suïssa        | + 0:02          |
|      | Hennie Stamsnijder | Països Baixos | + 0:43          |
| 4    | Robert Vermeire    | Bèlgica       | + 1:19          |
| 5    | Reimund Dietzen    | RFA           | + 1:56          |
| 6    | Johan Ghyllebert   | Bèlgica       | + 2:13          |
| 7    | Gilles Blaser      | Suïssa        | + 2:22          |
| 8    | Dieter Uebing      | RFA           | + 2:49          |
| 9    | Rein Groenendaal   | Països Baixos | + 3:13          |
| 10   | Klaus-Peter Thaler | RFA           | + 3:30          |

### Classificació de la prova amateur
| Pos. | Cycliste            | Pays           | Temps       |
| ---- | ------------------- | -------------- | ----------- |
|      | Miloš Fišera        | Txecoslovàquia | 52 min 38 s |
|      | Radomír Šimůnek     | Txecoslovàquia | + 0:00      |
|      | Ueli Müller         | Suïssa         | + 0:00      |
| 4    | Hans Boom           | Països Baixos  | + 0:00      |
| 5    | Vito Di Tano        | Itàlia         | + 0:00      |
| 6    | Ivan Messelis       | Bèlgica        | + 0:00      |
| 7    | Jean-Yves Plaisance | França         | + 0:06      |
| 8    | Petr Klouček        | Txecoslovàquia | + 0:06      |
| 9    | Fritz Saladin       | Suïssa         | + 0:10      |
| 10   | Herman Snoeyink     | Països Baixos  | + 0:12      |

### Classificació de la prova júnior
| Pos. | Cycliste              | Pays              | Temps       |
| ---- | --------------------- | ----------------- | ----------- |
|      | Beat Schumacher       | Suïssa            | 43 min 06 s |
|      | Erwin Nijboer         | Països Baixos     | + 0:04      |
|      | Radovan Fořt          | Txecoslovàquia    | + 1:02      |
| 4    | Christopher Young     | Regne Unit        | + 1:08      |
| 5    | Peter Hric            | Txecoslovàquia    | + 1:30      |
| 6    | Maurizio Vandelli     | Itàlia            | + 1:54      |
| 7    | Timothy Gould         | Regne Unit        | + 1:57      |
| 8    | Klaus-Dieter Pohlmann | RFA               | + 2:12      |
| 9    | Karsten Migels        | Alemanya de l'Est | + 2:17      |
| 10   | Angelo Tosi           | Itàlia            | + 2:23      |

## Medaller
| Pos. | País           | Or | Plata | Bronze | Total |
| 1    | Txecoslovàquia | 1  | 1     | 1      | 3     |
| 1    | Suïssa         | 1  | 1     | 1      | 3     |
| 3    | Bèlgica        | 1  | 0     | 0      | 1     |
| 4    | Països Baixos  | 0  | 1     | 1      | 2     |